# 刘丽娟 (电影事业家)
刘丽娟（1963年9月—），女，中华人民共和国电影事业家、政治人物，曾任长影集团有限责任公司董事长、党委书记，吉林省政协副主席，中共十七大、十八大代表。